# Милан Баста
Милан Баста (Курјак, код Удбине, 1. март 1921 — Београд, 4. децембар 2007) био је учесник Народноослободилачке борбе и официр Југословенске армије. Био је један од југословенских преговарача приликом безусловне капитулације војних јединица НДХ 15. маја 1945. године код Блајбурга.

## Биографија
Рођен је 1. марта 1921. године у месту Курјак, код Удбине, у Лици, у српској, православној породици. У родном је месту похађао основну школу, а гимназију је похађао у Загребу. Током гимназијског школовања прикључио се илегалном комунистичком покрету, те је 1939. примљен у СКОЈ, а 1941. бива примљен у Комунистичку партију Југославије.
Почетак Другог светског рата, окупација Југославије и успостава НДХ, затичу га у Загребу, одакле одлази натраг у родну Лику, где се по избијању устанка, лети 1941., прикључује Народноослободилачкој борби.
Током рата, обављао је низ дужности, те је био политички комесар у Крбавском батаљону, Треће личке пролетерске бригаде. Пред крај рата, био је мајор у 20. дивизији, 12. војвођанског корпуса, да би завршне војне операције за ослобођење Југославије и крај рата, у мају 1945, дочекао у чину потпуковника и политичког комесара 51. војвођанске дивизије, која је била део Треће Југословенске армије, под командом Косте Нађа.
Баста је био један од југословенских представника који су 15. маја 1945., уз посредовање представника британских јединица, учествовали у преговорима о безусловној капитулацији војних јединица НДХ на Лоибашком пољу код Блајбурга. На том је састанку парламентарима НДХ, пред Британцима, било обећано праведно поступање, у складу са свим Хашким и Женевским конвенцијама али уместо чега су одвођени на Блајбург и убијани групно или појединачно.
Након рата завршава Војну академију у Београду, да би се након одласка из војске вратио у Хрватску. Живео је у Загребу, радио у државној управи, да би се након пензионисања посветио писању. Његова књига „Рат је завршио 7 дана касније” доживела је неколико издања.
Преминуо је у Београду, 4. децембра 2007. године где је и сахрањен.